# Сан Винченцо (Анкона)
Сан Винченцо (итал. San Vincenzo) насеље је у Италији у округу Анкона, региону Марке.
Према процени из 2011. у насељу је живело 16 становника. Насеље се налази на надморској висини од 233 м.